# Elephant Stone
«Elephant Stone» es una canción de la banda de británica The Stone Roses, publicada como sencillo en octubre de 1988. Fue producida por Peter Hook y grabada en su estudio.
La canción tiene dos versiones alternativas: la original, que dura casi cinco minutos, y donde como intro se puede escuchar un solo de batería; y la segunda, que dura tres minutos y comienza con efectos de guitarra wah-wah.
El lado B del sencillo se tituló "Full Fathom Five" por una pintura de Jackson Pollock, y es esencialmente "Elephant Stone" tocada al revés.

## Temas
7" [Silvertone ORE 1]:
1. «Elephant Stone» (3:00)
2. «The Hardest Thing in the World» (2:39)

12" [Silvertone ORE T 1]:
1. «Elephant Stone» (4:51)
2. «Elephant Stone» (7") (3:00)
3. «Full Fathom Five» (2:56)
4. «The Hardest Thing in the World» (2:39)

CD [Silvertone ORE CD 1] y CS [Silvertone ORE C 1]:
1. «Elephant Stone» (4:51)
2. «Full Fathom Five» (2:56)
3. «The Hardest Thing in the World» (2:39)
4. «Elephant Stone» (7") (3:00)

- Datos: Q5359369
- Multimedia: Elephant Stone / Q5359369